# Mine de Sherwood
 (mars 2025).
La mine de New Sherwood est une ancienne mine à ciel ouvert d'uranium située dans l'état de Washington. Elle a été en activité entre 1976 et 1985.